# Адмирал военно-морских сил (США)
Адмира́л вое́нно-морски́х си́л, Адмирал ВМС (англ. Admiral of the Navy) — высшее воинское звание в военно-морских силах (США). Выше по рангу, чем звание адмирал флота. Звание упразднено в 1917 году.

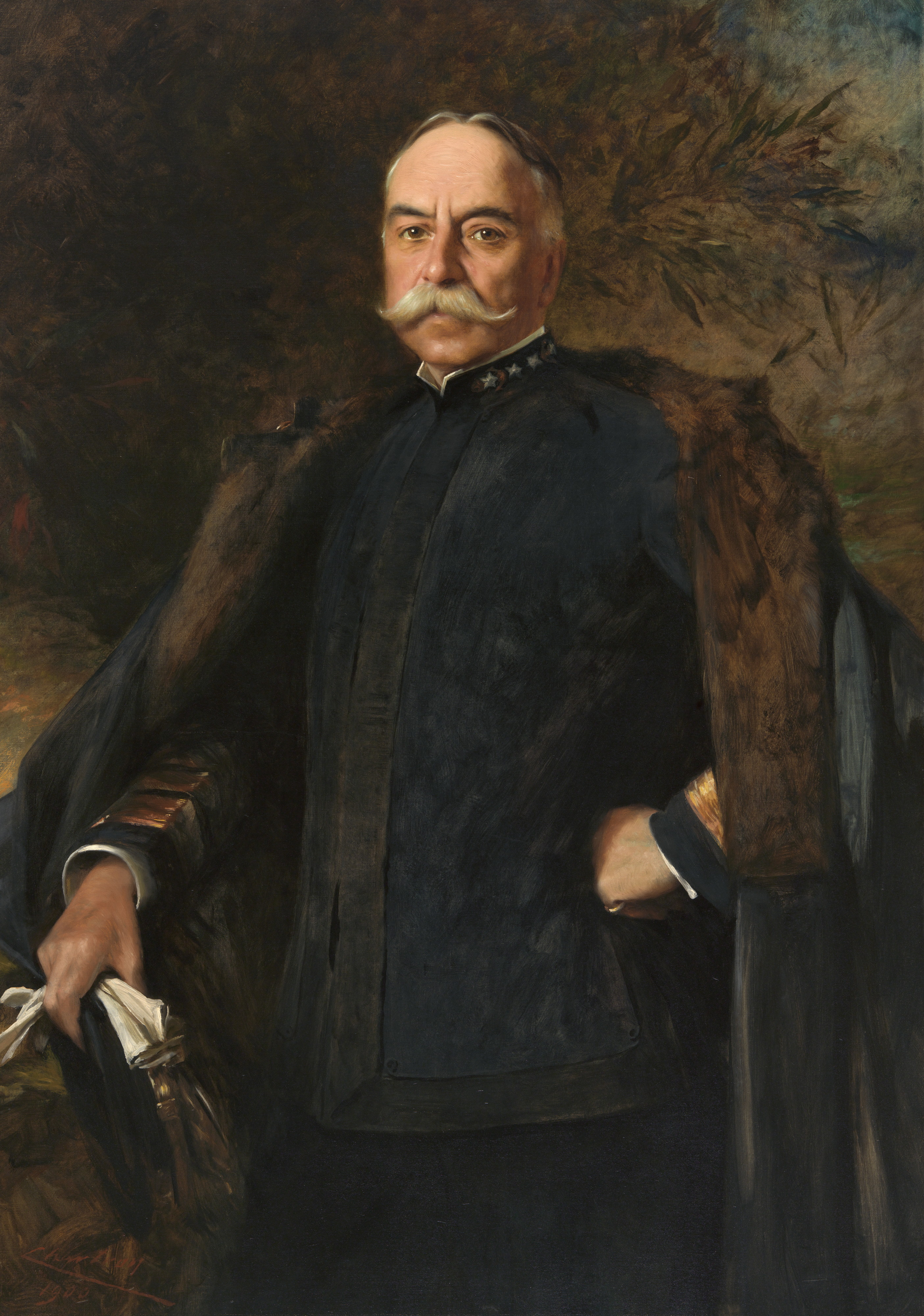
Адмирал ВМС Джордж Дьюи - единственный, кто удостоился этого звания

В знак признательности за победу в битве в Манильской бухте во время испано-американской войны 1898, Конгресс США учредил звание адмирала с тем, чтобы в ВМС США это звание имел только один человек. 2 марта 1899 оно было присвоено Джорджу Дьюи, имевшему к тому времени звание контр-адмирала (присвоено 10 мая 1898).
Законом от 24 марта 1903 было введено высшее в ВМС США звание Адмирал Военно-морских сил или Адмирал ВМС, специально учреждённое для Дж. Дьюи со старшинством с 2 марта 1899. В законе об этом звании было сказано следующее:

Да будет установлено Сенатом и Палатой представителей Соединенных Штатов Америки — Конгрессом — что Президент настоящим уполномочен назначать, путём отбора и продвижения по службе, адмирала военно-морских сил, который не может быть отправлен в отставку, как только исключительно по собственному желанию, и всякий раз, звание адмирала ВМС остается вакантным в связи со смертью его предыдущего владельца, или по иной причине, это звание упраздняетсяОригинальный текст (англ.)Be it enacted by the Senate and the House of Representatives of the United States of America in Congress assembled, That the President is hereby authorized to appoint, by selection and promotion, an Admiral of the Navy, who shall not be placed upon the retired list except upon his own application; and whenever such office shall be vacated by death or otherwise the office shall cease to exist
Впоследствии было особо указано, что это звание выше звания адмирала в ВМС США и соответствует званию адмирал флота в ВМС Великобритании. В связи со смертью Дьюи 16 января 1917 звание адмирал ВМС было упразднено.
В 1944 году во время Второй мировой войны было учреждено звание адмирала флота. Министерство ВМС США уточнило, что новое звание — адмирал флота (fleet admiral) будет ниже по рангу, чем звание адмирал ВМС, присвоенное ранее Дж. Дьюи.
Также предполагалось ввести в ВМС США упраздненное звание адмирал ВМС (six-star rank). Во время приготовлений к вторжению в Японию Министерство ВМС предложило Президенту присвоить звание адмирал ВМС адмиралу флота Честеру Уильяму Нимицу или учредить специально для него новое звание. Предложение, однако, было отвергнуто в связи с капитуляцией Японии и прекращением военных действий.